# 建春門院中納言
建春門院中納言（けんしゅんもんいんちゅうなごん、保元2年（1157年） - 没年不詳）は、平安時代末期から鎌倉時代初期の女房・歌人。藤原俊成の娘。母は美福門院加賀。藤原定家の同母姉にあたる。この一家の例に漏れず才媛であった。
通称は健御前（藤原定家『明月記』による）。
女房名は中納言。出家後は九条尼と呼ばれた。

## 経歴
仁安3年（1168年）に数え12歳で初出仕、建春門院に長く仕え「建春門院中納言」と称され、建春門院の死後は八条院の女房に転じた。女房名は引きつづき中納言であったため「八条院中納言」と呼ばれた。その後、後鳥羽天皇の娘昇子内親王の養育にも携わった。
最晩年に女房時代の建春門院・八条院の御所の様子を記した回想録（通称『たまきはる』）で知られる。後白河院と八条院の、西海に没落し廃位された安徳天皇の後継天皇についての談話を今に伝える、貴重な史料である。後白河の意中の候補は高倉院の第4皇子（後鳥羽天皇）であり、八条院が以仁王の遺児北陸宮を強く推す源義仲の憤激を憂慮したのに対して、後白河は「木曾は何とかは知らん（木曾など問題ではない）」と語り、北陸宮が皇位継承権を喪失していることを指摘した上で、自らが鳥羽院の第4皇子であったことを吉例として挙げたという。

## 関連作品
- 大河ドラマ『平清盛』 - 東風万智子